# Paterskerk (Tienen)
De Paterskerk te Tienen is de tweede oudste begijnhofkerk van België.

## Geschiedenis
De eerste begijnhofkerk in België werd in 1240 gebouwd te Luik. Als tweede oudste begijnhof wordt vaak het begijnhof van Tienen vermeld, waar in 1245 met de bouw van de vroeggotische begijnhofkerk werd gestart. De vlakke voorgevel bevatte geen klokkentoren. De plattegrond bestond uit drie beuken en een niet uitspringend pseudotransept uit de 13de eeuw. Het koor en de zijkapellen dateren uit de 14de eeuw. Van het schip zijn enkel de spitsbooggewelven tegen de voorgevel bewaard gebleven. Die tonen duidelijk aan dat alle bogen op eenvoudige vierkante zuilen rustten. De kerk bezat een gelambriseerd houten tongewelf.
In 1843 verkocht de Commissie der Burgerlijke Godshuizen (een voorloper van het huidige OCMW) de begijnhofkerk en de aanpalende gebouwen aan de paters Dominicanen, die het geheel omvormden tot een klooster. De begijnhofkerk staat bij de Tienenaars nog altijd bekend als de Paterskerk.
In 1946 werd de Paterskerk beschermd als onroerend erfgoed.
Op 22 september 1976 werd de kerk door een hevige brand grotendeels vernield. De ruïne werd gerestaureerd en in 1997 ingericht als wandelpark.

## Trivia
- De gerestaureerde Paterskerk is een veelvuldig gebruikte locatie voor parkfoto's (foto's van pasgehuwden).
- De muziekclip "Yeke yeke" van de meidengroep K3 is deels opgenomen in de Paterskerk, "Alle kleuren" in de straat erlangs.

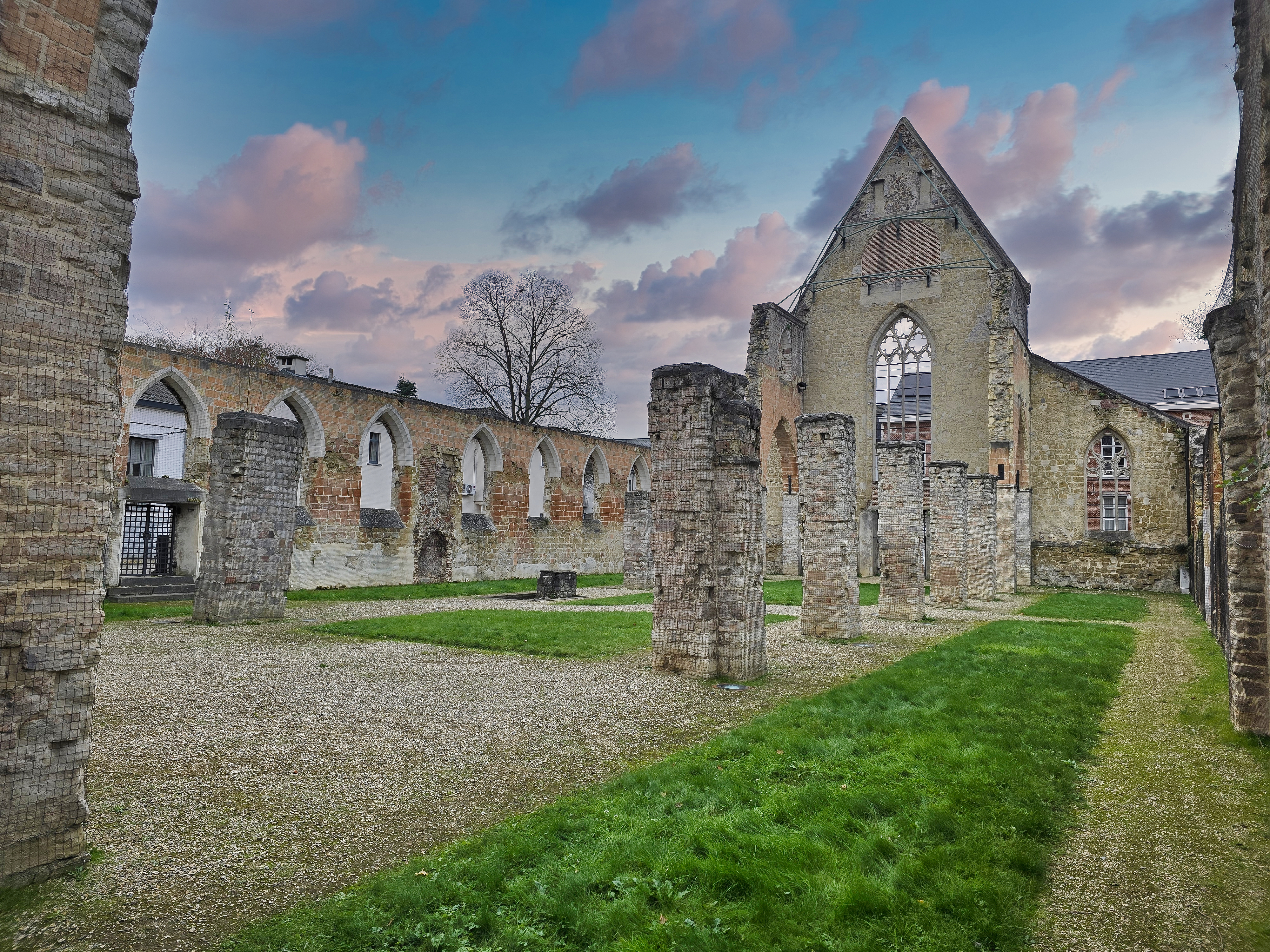
Paterskerk ruïnes
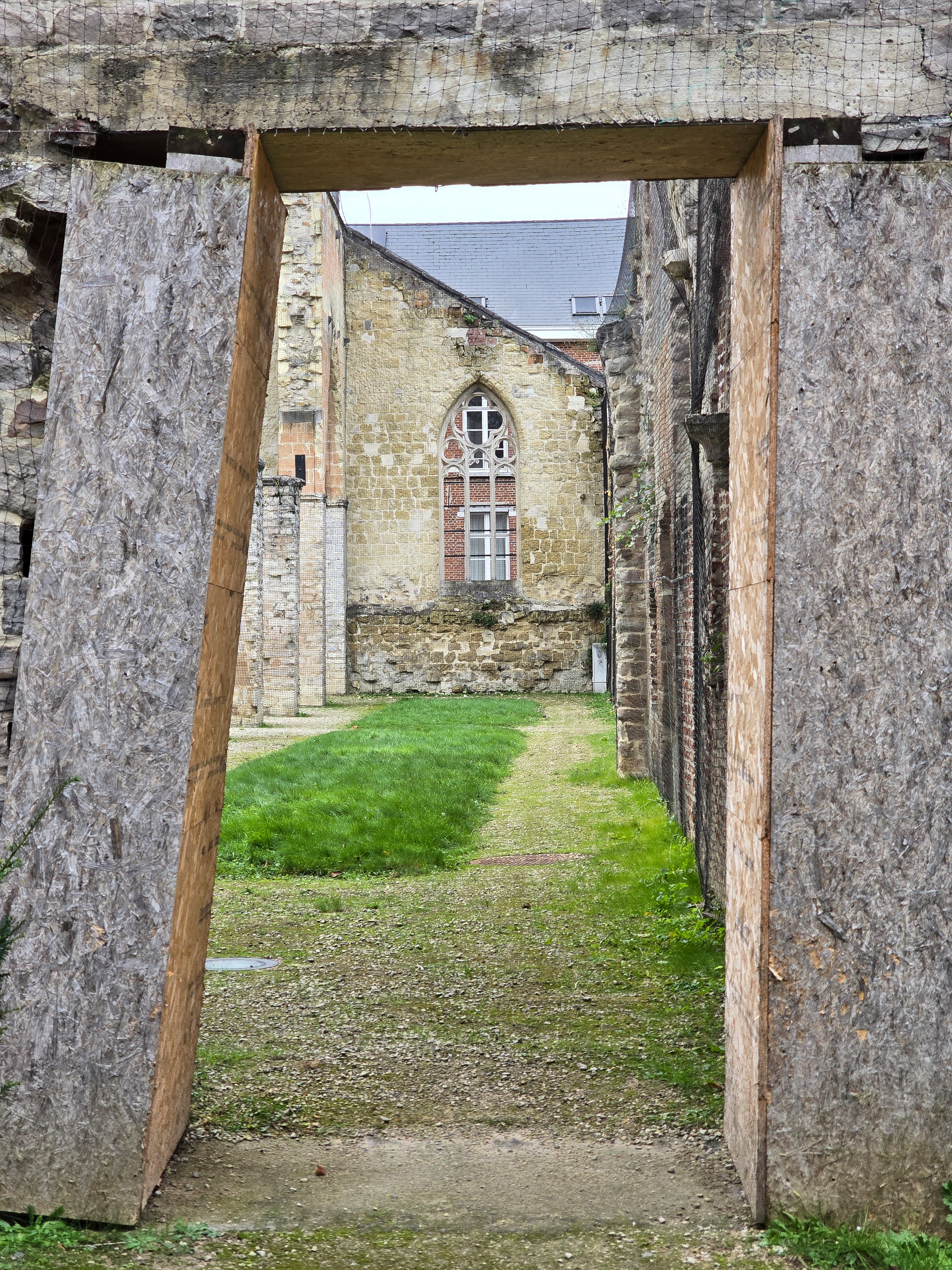
Paterskerk ruïnes
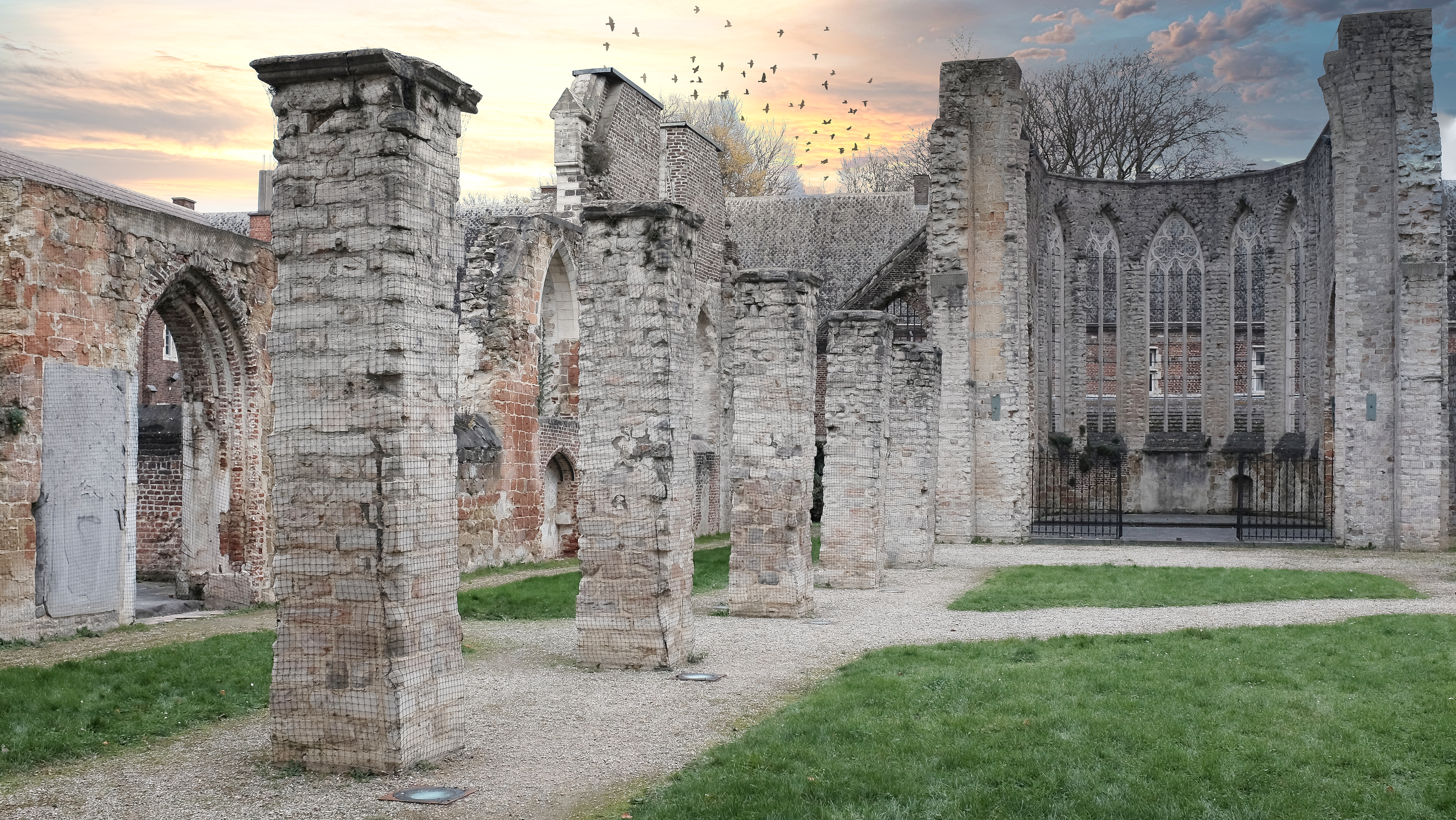
Paterskerk ruïnes
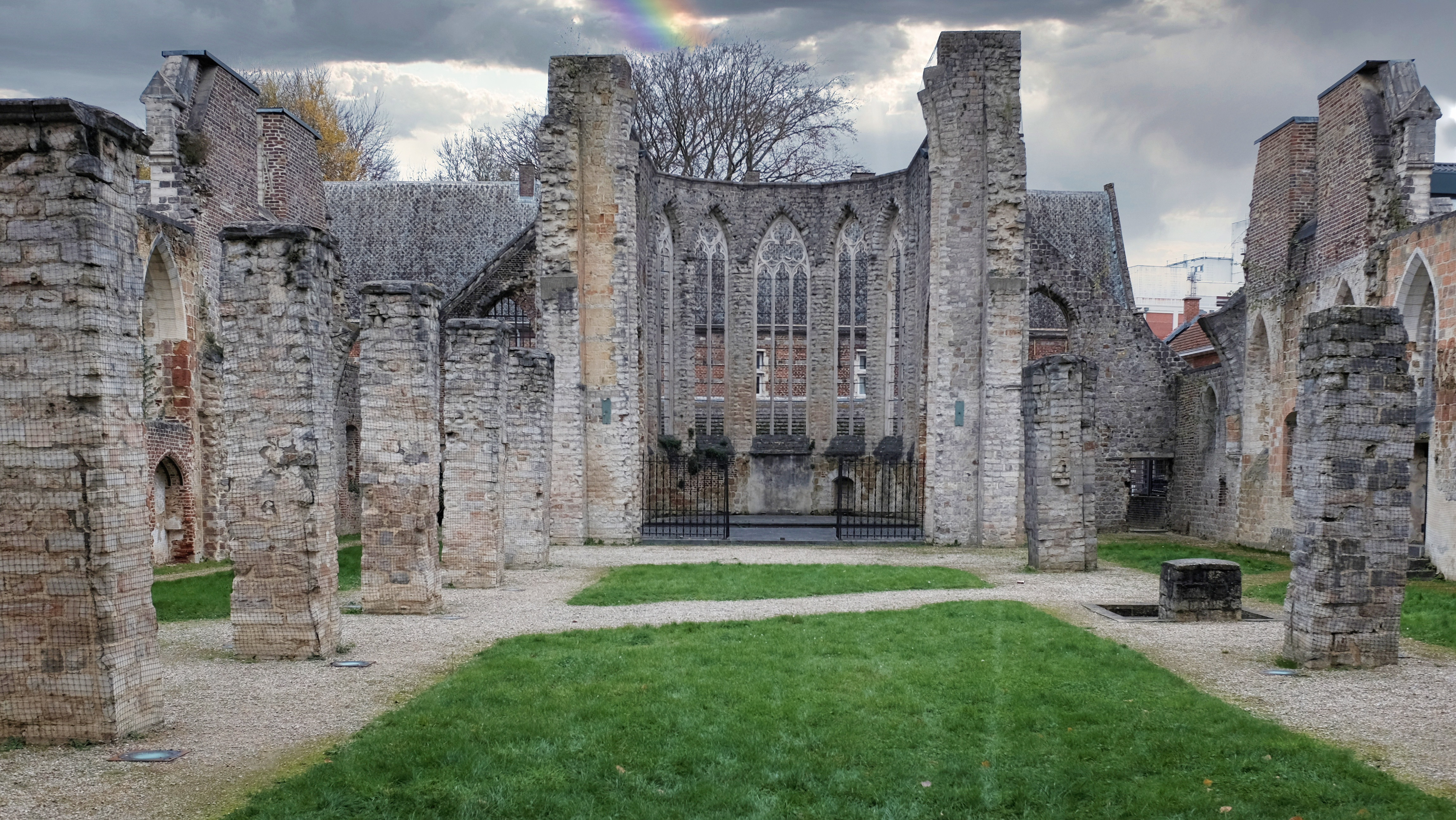
Paterskerk ruïnes